# اچ‌ام‌اس نارکیسوس (۱۸۸۶)
اچ‌ام‌اس نارکیسوس (۱۸۸۶) (به انگلیسی: HMS Narcissus (1886)) یک کشتی بود که طول آن ۳۰۰ فوت (۹۱ متر) بود. این کشتی در سال ۱۸۸۶ ساخته شد.